# Theoretisches Lyzeum Adam Müller-Guttenbrunn
Das Theoretische Lyzeum Adam Müller-Guttenbrunn (rumänisch Liceul Teoretic Adam Müller-Guttenbrunn) ist ein deutschsprachiges Gymnasium in Arad, Rumänien. Das Lyzeum befindet sich im IV. Bezirk Neu-Arad, der mit Arad durch die Maroschbrücke verbunden ist.

## Geschichte
Deutschsprachigen Unterricht gab es in Neu-Arad bereits 1725, kurz nach der Ansiedlung (1720–1722) von Deutschen im Ort. Schon 1725 unterrichtete der Schulmeister Anton Nick die Kinder der Gemeinde in deutscher Sprache. Im Jahr 1768 erhielt der Oberlehrer Adam Lévay einen Schulgehilfen. Zehn Jahre später, im Schuljahr 1778–1779, wurden 466 Schüler in einem Unterrichtsraum unterrichtet. Das erste Schulgebäude aus Stein wurde 1823 an der Schul-/Kirchengasse errichtet. 1851 erhielt die Schule eine dritte und kurz danach eine vierte Lehrkraft.
Als 1940 das gesamte deutsche Schulwesen der Organisation der Deutschen Volksgruppe in Rumänien untergeordnet wurde, verlegte man das Neu-Arader deutsche Gymnasium nach Arad, wo das Gymnasium Adam Müller-Guttenbrunn entstand. Nach dem Einmarsch der Roten Armee (1944) kam es zum Verbot aller deutschen Schulen in Rumänien. Erst durch die Schulreform von 1948 konnte der deutschsprachige Unterricht wieder aufgenommen werden. Als Neu-Arad, 1945 der Stadt Arad als IV. Bezirk eingegliedert wurde, entstand das Deutsche Lyzeum Arad.
Die Schule hatte seit dem Bestehen des deutschen Unterrichts viele Namen. Seit 1999 trägt sie den Namen Theoretisches Lyzeum Adam Müller-Guttenbrunn, nach dem Heimatdichter, Dramaturgen, Romancier, Begründer und Direktor des Raimund-Theaters in Wien (heute Wiener Staatsoper) Adam Müller-Guttenbrunn, eine der herausragenden Persönlichkeiten des Banats.
Nach der Rumänischen Revolution 1989 stellte die römisch-katholische Kirche in Rumänien Antrag auf Rückerstattung ihrer während der sozialistischen Ära enteigneten Liegenschaften. Bereits 2005 wurden drei der vier Schulgebäude der katholischen Kirche zurückgegeben. Für die nun anfallende Miete der Schule kam die Stadtverwaltung auf. Seit Jahren suchten die Schulleitung und das Demokratische Forum der Deutschen nach Alternativen.
Eines der vier ursprünglichen Gebäude hat das Lyzeum Adam Müller-Guttenbrunn bereits im Sommer 2010 nach Rückerstattung an die Kirche aufgegeben, zwei weitere im Frühjahr 2011. Von den alten Schulgebäuden blieb nur das Gebäude an der Hauptstraße Neu Arads, Calea Timișoarei (vormals Bulevardul Karl Marx) 67 erhalten, wo die Klassen 1 bis 4 untergebracht sind.
Im Sommer 2010 wurden das deutschsprachige Adam-Müller-Guttenbrunn-Lyzeum und die Allgemeinschule Nummer 20 (rumänisch Şcoala generala 20) aus demselben Stadtviertel zusammengeführt. Die beiden Einrichtungen verschmolzen zu einer einzigen Schule, die den Namen des deutschen Lyzeums trägt. Es handelt sich hierbei um eine moralische Wiedergutmachung; die Allgemeinschule Nummer 20 hatte man in den 1970er Jahren von dem deutschen Lyzeum in Neu-Arad abgetrennt und ausschließlich den rumänischen Klassen zur Verfügung gestellt. Nun sind hier die Klassen 5 bis 8 untergebracht.
Die Lyzealschüler der Klassen 9 bis 12 siedelten in zwei Flügel des Forstlyzeums (rumänisch Grupul Şcolar Forestier) um. Der Umzug des Theoretischen Lyzeums Adam Müller-Guttenbrunn in die Räumlichkeiten des Forstlyzeums fand anlässlich der Jahresabschlussfeier am 17. Juni 2011 statt. Die Feierlichkeiten wurden in Anwesenheit des Bürgermeisters von Arad, Gheorghe Falcă, des Konsuls der Bundesrepublik Deutschland in Timișoara, Klaus Olazs, und des Vorsitzenden des Demokratischen Forums der Deutschen in Rumänien, Ovidiu Ganț, vollzogen.

## Schulaufbau
Zurzeit hat das Lyzeum Adam Müller-Guttenbrunn 47 Klassen mit den Fachrichtungen Philologie, Mathematik-Informatik und Biologie-Chemie. Die Schulabsolventen können in der zwölften Klasse mehrere Schulabschlüsse erlangen: das österreichische Sprachdiplom, das deutsche Sprachdiplom (DSD, Stufe II) und das Informatikzertifikat. Auch ein bilingualer Abschluss in deutscher Sprache und in rumänischer Sprache ist möglich.
In den drei Gebäuden der Schule gibt es zwei Sportplätze mit Turnhalle, zwei Informatikräume, ein Chemielabor, ein Physiklabor, ein Biologielabor, einen Erdkunderaum, zwei Sprachlabors, einen Multimediaraum. An dem Lyzeum lernen zurzeit insgesamt 1200 Schüler.

## Partnerschulen
- Friedrich-Flick-Gymnasium in Kreuztal
- Bertha-von-Suttner-Gymnasium (Neu-Ulm) in Bayern